# Elizabeth Bates
Elizabeth Ann Bates (26 de julio de 1947, 13 de diciembre de 2003) fue una profesora de ciencia cognitiva en la Universidad de California en San Diego. Es mundialmente reconocida por su experiencia y prestigio como investigadora en adquisición del lenguaje, psicolingüística, afasia y bases neurológicas del lenguaje. En su trayectoria como lingüista publicó 10 libros y más de 200 artículos revisados por pares, así como capítulos de libros sobre su campo. Bates era conocida por su afirmación de que el conocimiento lingüístico se distribuye por todo el cerebro y participa de los procesos cognitivos y neurológicos generales.

## Biografía
Elizabeth Bates se graduó en Ciencias Sociales y Humanidades en la Universidad de St. Louis en 1968, e hizo un Máster y un Doctorado en Desarrollo Humano en la Universidad de Chicago en 1971 y 1974, respectivamente.
Antes de incorporarse al PDI de la Universidad de California, San Diego (UCSD), donde trabajó hasta finales de 2003, fue profesora asociada en la Universidad de Colorado de 1974 a 1981. Por otra parte, fue una de las fundadoras del Departamento de Ciencia Cognitiva en la UCSD, el primer departamento de ese tipo en Estados Unidos. También fue directora del Centro de Investigación del Lenguaje de esta universidad y la codirectora del Programa Doctoral Conjunto del Lenguaje y los Trastornos de la Comunicación de la  UCSD y de la Universidad Estatal de San Diego. Bates también ejerció como profesora visitante de la Universidad de California, Berkeley, de 1976 a 1977, y en el Instituto de Psicología del Consejo de Investigación Nacional en Roma.

## Muerte y legado
Tras un año de lucha contra el cáncer de páncreas, Elizabeth Bates falleció el 13 de diciembre de 2003. A lo largo de treinta años, destacó por su liderazgo mundial  en distintos ámbitos como, el desarrollo infantil, adquisición del lenguaje, estudio sobre la afasia, investigación sobre la interlingüística, el bilingüismo, la psicolingüística, y sus bases neurales. Además, ha formado, apoyado y cooperado con un grupo internacional y diverso de investigadores y estudiantes. En su memoria, la UCSD creó el Fondo de Ayuda a la Investigación Elizabeth Bates, con el fin de ayudar a la investigación de los alumnos de posgrado.

## Investigación
Elizabeth Bates fue pionera y líder en el estudio del procesamiento cerebral del lenguaje. Hizo importantes aportaciones en los campos de la adquisición del lenguaje (en la niñez), los procesos del lenguaje entre diferentes lenguas, la afasia y la investigación de los  factores cognitivos, neurológicos, y sociolingüísticos que subyacen a los procesos anteriores. Junto con Brian MacWhinney, desarrolló un modelo de procesamiento del lenguaje denominado modelo de competición, que contempla la adquisición del lenguaje como un fenómeno emergente resultante de la competición entre elementos léxicos, formas fonológicas y elementos sintácticos. De esta forma, Bates explica el procesamiento del lenguaje en las escalas temporales sincrónicas, ontogenéticas y filogenéticas. Fue una de las principales defensoras de la visión funcionalista de la gramática, en la que la comunicación es la fuerza principal que impulsa las formas naturales del lenguaje. Este punto de vista proporciona apoyo a la conocida perspectiva de Bates: el cerebro no utiliza áreas lingüísticas especializadas, sino que emplea habilidades cognitivas generales para así poder resolver un problema comunicativo. Gran parte de su investigación proporcionó pruebas a favor de los principios básicos del empirismo y en contra de la escuela de pensamiento innatista. Este hecho la convirtió en una pieza clave en el cisma entre la psicología y la neurociencia cognitiva que se conoce como “East Pole-West Pole divide” (un debate entre la costa Este y Oeste de Estados Unidos que apoyan respectivamente al pensamiento innatista y empirista).

## Adquisición del Lenguaje
En defensa de la comunicación como motor principal en la adquisición del lenguaje, la investigadora recurrió al uso prelingüístico que hacen los niños de las órdenes, lo que requiere desarrollar y hacer uso de habilidades sociales. Destacó la necesidad de señalar para poder comunicarse antes de aprender a hablar. La capacidad que tienen los niños para incluir imperativos en sus gestos con el objetivo de ordenar o pedir algo también quedó constatada en su investigación haciendo evidente la necesidad que tenemos de comunicarnos independientemente del lenguaje. Del mismo modo, acuñó el término “protopalabra” para referirse a una expresión prelingüística con significado, pero que no se corresponde con su equivalente adulto (ej: ¡brum-brum!).
Al analizar el período en el que los niños empiezan a hablar, Bates fue ampliamente reconocida tras encontrar una gran cantidad de sustantivos en las 50 primeras palabras de un hablante nativo del inglés. Ayudó a zanjar  el debate vigente sobre si un estilo referencial era un sistema más eficiente que un estilo más personal y expresivo. Averiguó que, independientemente de la estrategia aplicada, todos los niños aprenden las palabras a la misma velocidad. Sin embargo, descubrió que existía una fuerte correlación entre la riqueza del vocabulario que presentan los niños de 13 y 20 meses y la complejidad gramatical que demuestran al cumplir los 2 años. Asimismo, Bates defiende que la capacidad de aprender el lenguaje proviene de la plasticidad neuronal del cerebro y que, por lo tanto, incluso los niños con alguna lesión cerebral son capaces aprender una lengua.

## Especificidad de Dominio, Modularidad y Plasticidad Neuronal en el Procesamiento del Lenguaje
Tanto Bates como sus colaboradores demostraron que, tras una lesión cerebral, el déficit de los pacientes adultos con afasia no se limitaba a estructuras lingüísticas, en teoría, localizadas en ciertas áreas del cerebro, ni siquiera específicas al dominio lingüístico.  Sin embargo, estos déficits y zonas dañadas se superponen afectando a la fluidez y complejidad discursiva. El lenguaje está interrelacionado con procesos cognitivos como la memoria, el reconocimiento de patrones, y la activación en expansión. Esta teoría se opone a la de Noam Chomsky, Eric Lenneberg y Steven Pinker, que establece que el lenguaje se procesa por zonas, en módulos cerebrales específicos del mismo, y que puede ser localizado en ciertas áreas del cerebro, como la de Broca y Wernicke.
Con su investigación, Bates ha demostrado que la plasticidad neuronal permite que los niños con lesiones en el hemisferio derecho o izquierdo puedan aprender y usar el lenguaje de forma normal. Tras clasificarlos por edades, sexos y estatus socioeconómico, no se encontraron diferencias relevantes con otros niños sin lesiones. En cambio, el mismo estudio presentó pruebas sorprendentes de que los mismos daños cerebrales presentan consecuencias mucho más graves y, a veces, permanentes en el uso del lenguaje cuando se producen en la edad adulta. En un estudio comparativo sobre los Orígenes de los Trastornos del Lenguaje, Bates concluyó que el período comprendido entre los 0 y los 5 años era importante para la discusión sobre la plasticidad neuronal, ya que esto sugiere que la reorganización en respuesta a una lesión ocurre durante este período. Sin embargo, existen límites en esta capacidad, pues a pesar del área dañada, ya sea derecha-frontal o izquierda-frontal, el riesgo en el retraso del lenguaje expresivo aumentaba entre los 19 y los 30 meses. Esto sugiere que el lóbulo frontal izquierdo es importante para la producción del lenguaje en el cerebro adulto, pero es poco probable que sea una disposición innata o única para conservar las funciones del lenguaje.